# Roland Meinl Musikinstrumente
Roland Meinl Musikinstrumente ist ein familiengeführter Hersteller und Vertrieb von Musikinstrumenten mit Sitz im fränkischen Gutenstetten. 
Das Markenportfolio umfasst Meinl Cymbals, Meinl Percussion, Nino Percussion, Meinl Sonic Energy, Meinl Stick & Brush und Ortega Guitars. Meinl ist zudem alleiniger Distributor der Marken Ibanez, Tama Drums und Hardcase in Deutschland, Österreich, Luxemburg, Polen, Tschechien, Ungarn und der Slowakei.
Meinl gehört zu den großen vier Beckenproduzenten neben Zildjian, Sabian und Paiste.

## Geschichte

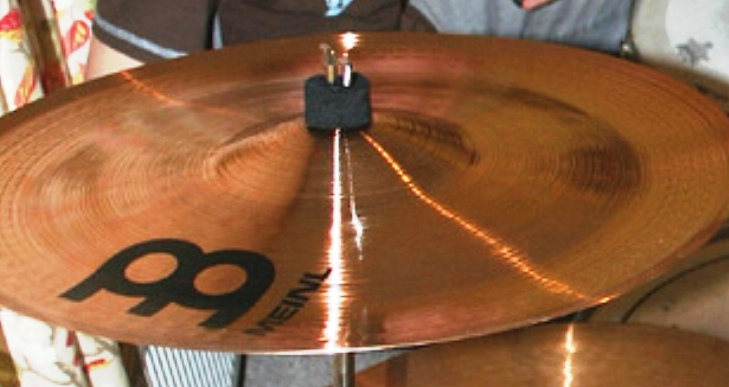
China-Becken von Meinl

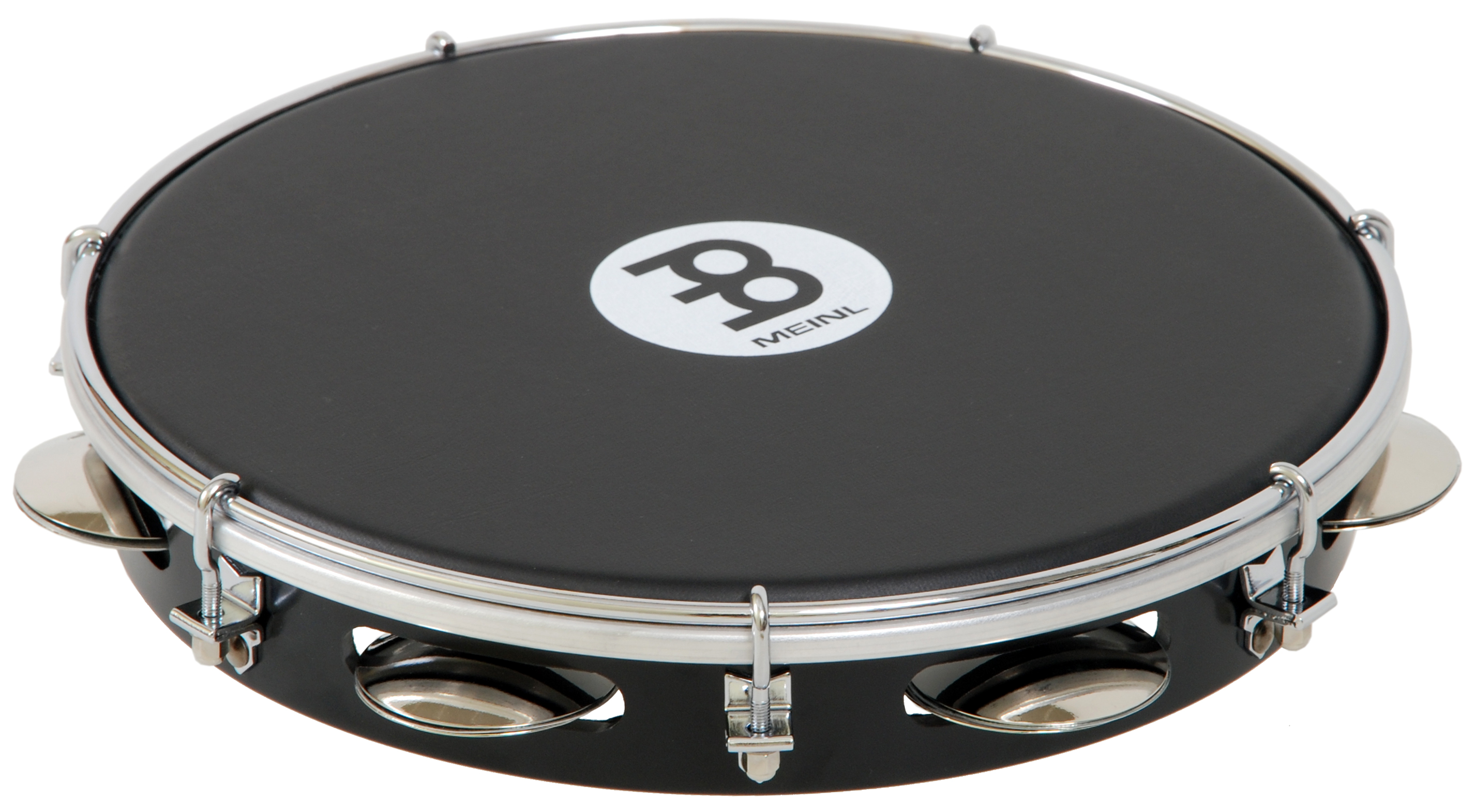
Pandeiro von Meinl

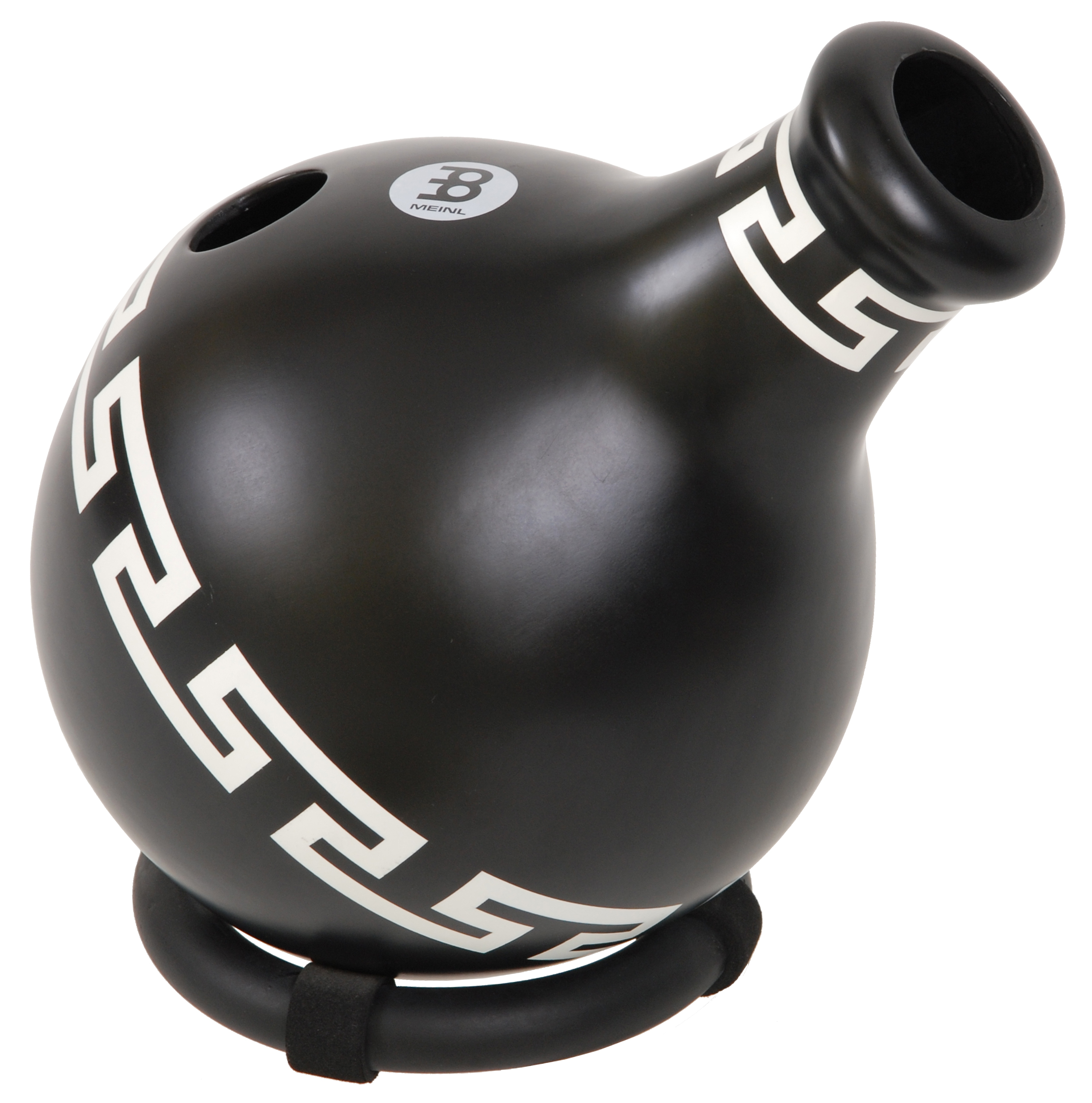
Ibo Drum

Roland Meinl stellte zuerst Blasinstrumente her. 1951 begann Meinl Cymbals als Ein-Mann-Betrieb in einer Kellerwerkstatt. In den 1950er und 60er Jahren verkaufte er auch im europäischen Ausland und in die USA. Bis 1963 fertigte er die Becken allein.
1969 zog das Unternehmen in den neu erbauten Geschäftssitz um. In den späten 1960er und frühen 1970er Jahren fertigte es die ersten Cymbal-Serien Romen, Romen Mark 70 und Romen Mark 74. Mitte der 1970er Jahre wurde mit der King Beat-Serie die ersten professionellen Becken auf den Markt gebracht. Die Produktion wurde schließlich von Handarbeit auf Hämmer-Roboter umgestellt. Mit Billy Cobham wurde die erste Signature-Linie Tri Tonal entwickelt.
Rolands Sohn Reinhold beteiligte sich ab Mitte der 1970er-Jahre an den Geschäften des Unternehmens. 
In den 1990er-Jahren wurde die Produktion stetig ausgeweitet. Eine Kooperation mit einem türkischen Hersteller führte zur Entwicklung der erfolgreichen Serien Mb20 und Byzance.
1996 wurde die Classics-Serie für das günstige Preissegment vorgestellt. 2003 zog das Unternehmen von Neustadt an der Aisch in das fünf Kilometer entfernte Gutenstetten in ein neues Produktionsgebäude, wo alle Becken (außer Byzance, MB20 und Symphonic) gefertigt werden.
Meinl setzt sechs verschiedene Bronzelegierungen ein, laut eigener Angabe als einziger Hersteller auf der Welt. Produziert wird in Gutenstetten, der Türkei, Indonesien und Thailand.

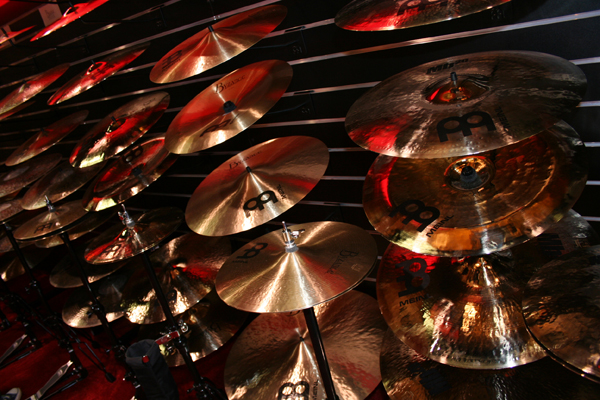
Verschiedene Meinl-Becken

## Perkussionsinstrumente
Meinl fertigt unter anderem Congas, Bongos, Djembén, Darbukas, Timbales, Tamburine, Cajóns, Kuhglocken, Glockenspiele und Shakers.

### Becken-Serien
- Byzance: Professionelle Becken mit traditionellem Klang aus B20-Legierung, in der Türkei per Hand gefertigt
- Classics: Mittelklasse-Becken aus B8 Bronze, 2020 eingestellt
- Classic Custom: Semi-professionelle, durchsetzungskräftige Becken aus B10 Bronze
- Classic Custom Extreme Metal: dickere, mit einem brillanten Finish, helle Becken für lautere Musik
- Classic Custom Dark: Dunklerer Sound, optisch schwarzer Look
- Generation X: innovative Becken, zusammen mit Künstlern wie Benny Greb und Thomas Lang entwickelt
- HCS: Preiswerte Einsteiger-Becken aus einer MS63 Messinglegierung
- HCS Bronze: Pre-Profesionall-Becken aus B8 Bronze-Legierung (92 % Kupfer 8 % Zinn), erhältlich auch als Becken-Set, Nachfolger der MCS-Serie[7]
- M-Series: Professionelle Becken aus B20-Legierung (80 % Kupfer, 20 % Zinn), in der Meinl-Fabrik in Deutschland automatisch gehämmert
- Mb10: Becken aus B10 Bronze-Legierung (90 % Kupfer, 10 % Zinn), 2017 eingestellt
- Mb20: Professionelle Becken aus B20 Bronze-Legierung (80 % Kupfer, 20 % Zinn, Spuren von Silber), 2017 eingestellt. Manche Becken wurden in die Byzance Heavy Hammered Serie umgewandelt.
- MB8: Professionelle Becken aus B8 Bronze-Legierung (92 % Kupfer, 8 % Zinn, Spuren von Silber), mit High-Tech-Computer-Hämmern gefertigt, heller, durchdringender Sound
- MCS: Mittelklasse / Pre-Professional-Becken aus B8 Bronze-Legierung (92 % Kupfer, 8 % Zinn), erhältlich auch als Becken-Set (Heute HCS-Bronze)[8]
- Pure Alloy: maschinell gehämmerte Becken (seit 2020 auch als Pure Alloy Custom)
- Soundcaster (Custom und Fusion): Professionelle Becken aus einer B12 Bronze-Legierung (88 % Kupfer, 12 % Zinn, Spuren von Silber) gefertigt

## Musiker (Auswahl)
- Anika Nilles
- Chris Adler[9]
- Florian Alexandru-Zorn
- Jeff Campitelli (Joe Satriani)
- Tommy Clufetos (Ozzy Osbourne, Rob Zombie)
- Benny Greb
- Thomas Lang
- Jost Nickel
- Georg Edlinger
- Stephan Maass